# Jūsō Kikō Dancouga Nova
Jūsō Kikō Dancouga Nova (獣装機攻ダンクーガ ノヴァ?) è una serie TV anime del filone mecha del 2007 basata sull'anime Dancouga di Masami Ōbari del 1985.

## Trama
2107 Il Dancouga è un robot, di cui nessuno sa nulla con certezza, che appare nelle battaglie in soccorso dei deboli, ogni qual volta questi siano sul punto di soccombere. Hidaka Aoi, pilota di macchine da corsa, Tachibana Kurara, agente di polizia, Johnny Burnette, uomo d'affari, e Kamon Sakuya, senzatetto, vengono scelti da una misteriosa organizzazione come nuovi piloti del Dancouga Nova.

## Personaggi
Aoi Hidaka (飛鷹 葵 ひだか あおい?, Hidaka Aoi)
Doppiato da: Haruna Ikezawa
Kurara Tachibana (館華 くらら たちばな くらら?, Tachibana Kurara)
Doppiato da: Hōko Kuwashima
Sakuya Kamon (加門 朔哉 かもん さくや?, Kamon Sakuya)
Doppiato da: Tatsuhisa Suzuki
Johnny Burnette (ジョニー・バーネット?, Bānetto Jonī)
Doppiato da: Yūki Tai
Tanaka (田中?, Tanaka)
Doppiato da: Keiji Fujiwara
Ruu Riruri (ジョニー朔哉 かも?, Riruri Ruu)
Doppiato da: Saori Gotō
Seimii (ョジ田?, Seimii)
Doppiato da: Sayaka Ōhara
Eida Rossa (エイーダ • ロッサ?, Rossa Eīda)
Doppiata da: Yūko Gotō

## Episodi
La serie è composta da 12 episodi andati in onda dal 15 febbraio 2007 al 3 maggio 2007 su Animax, in Italia i diritti sono stati acquistati da Yamato Video che l'ha pubblicata in versione sottotitolata su YouTube e poi trasmessa su Man-ga.
| Nº | Titolo italiano Giapponese 「Kanji」 - Rōmaji                                                                  | In onda          | In onda |
| Nº | Titolo italiano Giapponese 「Kanji」 - Rōmaji                                                                  | Giapponese       |         |
| 1  | Il mistero del Dancouga 「謎のダンクーガ」 - Nazo no Dancouga                                                  | 15 febbraio 2007 |         |
| 2  | Il Dio dell'unione delle super bestie 「超獣合神!」 - Chōjū Gasshin                                            | 22 febbraio 2007 |         |
| 3  | La spada della guida 「導きの剣」 - Misabiki no Tsurugi                                                        | 1º marzo 2007    |         |
| 4  | Il Dancouga scarlatto 「紅いあかい ダンクーガ」 - Akai Dancouga                                                | 8 marzo 2007     |         |
| 5  | Il muro demoniaco della disperazione 「嘆きの魔壁」 - Nageki no Makabe                                         | 15 marzo 2007    |         |
| 6  | L'attacco di uno sconosciuto 「未知の襲撃」 - Michi no Shūgeki                                                 | 22 marzo 2007    |         |
| 7  | Scontro violento! Dancouga contro Dancouga 「激突!!ダンクーガ対ダンクーガ」 - Gekitotsu! Dancouga tai Dancouga | 29 marzo 2007    |         |
| 8  | Fuga dal passato 「過去からの脱出」 - Kako karano Dasshutsu                                                    | 5 aprile 2007    |         |
| 9  | Il risveglio della bestia divina 「神獣覚醒」 - Shinjū Kakusei                                                 | 12 aprile 2007   |         |
| 10 | Eccesso di passione 「熱情の暴走!」 - Netsujō no Bōsō!                                                         | 19 aprile 2007   |         |
| 11 | In pezzi? L'isola Ryugatou 「粉砕?龍牙島!」 - Funsai? Ryūgajima!                                               | 26 aprile 2007   |         |
| 12 | Volo verso il futuro 「未来への飛翔」 - Mirai heno Hishō                                                       | 3 maggio 2007    |         |